# Fort Boyard 2011
Fort Boyard 2011 is het eerste seizoen van de Nederlandse televisiereeks Fort Boyard. De opnames op het Franse fort vonden plaatsen tussen 18 en 22 juli 2011. Het programma werd vanaf 5 september 2011 uitgezonden op Nederland 3. De serie kent tien afleveringen van 50 minuten.

## Spel
Het programma bestaat uit een spel waarbij teams bestaande uit bekende Nederlanders tegen elkaar strijden door middel van een zoektocht naar sleutels en gouden munten. De kandidaten spelen in teams spellen in en rondom de cellen van het Fort Boyard. Hiermee kunnen zij sleutels verdienen. Wanneer een kandidaat niet binnen de tijd de opdracht voltooit, wint het team geen sleutel en krijgt het strafpunten. Per spel kunnen incidenteel meerdere sleutels worden verdiend. Met behulp van de sleutels kan een eindspel worden gespeeld. Tijdens het eindspel kunnen de teams de sleutels gebruiken om het toegangshek tot een kooi met gouden munten te betreden. De hoeveelheid sleutels bepaalt de openingsduur van het hek (zes sleutels staat voor twee minuten, elke sleutel minder scheelt tien seconden). Wanneer een deelnemer niet binnen deze duur teruggekeerd is, zit hij zogenaamd opgesloten in de kooi en worden tijgers los gelaten. In werkelijkheid mag deze persoon de kooi echter via een veiligheidsluik verlaten.
Het was niet de eerste keer dat er Nederlanders op het fort waren; in het eerste seizoen van het Franse origineel in 1990 deed Nederland ook al mee met een eigen versie, en ook in 1991. De naam was toen "De sleutels van Fort Boyard", conform de toenmalige Franse naam. 

### Poulefase
| Aflevering 1                                    | Aflevering 1               |
| ----------------------------------------------- | -------------------------- |
| 5 september 2011 1.095.000 kijkers (madl 16,5%) |                            |
| Team GTST                                       | Team Musical               |
| Ferry Doedens                                   | Tommie Christiaan          |
| Mark van Eeuwen                                 | Brigitte Heitzer           |
| Ruud Feltkamp                                   | Ron Link (-50 strafmunten) |
| Ferri Somogyi                                   | Kim-Lian van der Meij      |
| Finalespel                                      |                            |
| 6 sleutels                                      | 6 sleutels                 |
| 1.100 munten                                    | 1.000 munten               |

| Aflevering 2                                   | Aflevering 2     |
| ---------------------------------------------- | ---------------- |
| 12 september 2011 857.000 kijkers (madl 13,1%) |                  |
| Team Rappers                                   | Team Film        |
| Darryl                                         | Hugo Metsers jr. |
| Kleine Viezerik                                | Tim Oliehoek     |
| Lange Frans                                    | Chris Tates      |
| Negativ (-50 strafm.)                          | Jack Wouterse    |
| Finalespel                                     |                  |
| 5 sleutels (-10 sec.)                          | 6 sleutels       |
| 1.080 munten                                   | 1.100 munten     |

| Aflevering 3                                   | Aflevering 3     |
| ---------------------------------------------- | ---------------- |
| 19 september 2011 930.000 kijkers (madl 14,2%) |                  |
| Team Mode                                      | Team Film        |
| Rosalie van Breemen                            | Hugo Metsers jr. |
| Kim Kötter                                     | Tim Oliehoek     |
| Sylvia Geersen                                 | Chris Tates      |
| Judith Osborn                                  | Jack Wouterse    |
| Finalespel                                     |                  |
| 4 sleutels (-20 sec.)                          | 6 sleutels       |
| 470 munten                                     | 1.640 munten     |

| Aflevering 4                                   | Aflevering 4             |
| ---------------------------------------------- | ------------------------ |
| 26 september 2011 722.000 kijkers (madl 10,7%) |                          |
| Team GTST                                      | Team Wie is de Mol?      |
| Ferry Doedens                                  | Edo Brunner              |
| Mark van Eeuwen                                | Roeland Fernhout         |
| Ruud Feltkamp                                  | Inge Ipenburg            |
| Ferri Somogyi                                  | Hind Laroussi            |
| Finalespel                                     |                          |
| 6 sleutels                                     | 7 sleutels (+100 munten) |
| 1420 munten                                    | 680 munten               |

| Aflevering 5                               | Aflevering 5          |
| ------------------------------------------ | --------------------- |
| 3 oktober 2011 654.000 kijkers (madl 9,5%) |                       |
| Team Rappers                               | Team Mode             |
| Darryl                                     | Rosalie van Breemen   |
| Kleine Viezerik                            | Kim Kötter            |
| Lange Frans                                | Sylvia Geersen        |
| Negativ                                    | Judith Osborn         |
| Finalespel                                 |                       |
| 4 sleutels (-20 sec.)                      | 4 sleutels (-20 sec.) |
| 980 munten                                 | 420 munten            |

| Aflevering 6                                 | Aflevering 6                |
| -------------------------------------------- | --------------------------- |
| 10 oktober 2011 772.000 kijkers (madl 11,1%) |                             |
| Team Musical                                 | Team Wie is de Mol?         |
| Tommie Christiaan                            | Edo Brunner                 |
| Brigitte Heitzer                             | Roeland Fernhout            |
| Ron Link                                     | Inge Ipenburg (-50 strafm.) |
| Kim-Lian van der Meij                        | Hind Laroussi               |
| Finalespel                                   |                             |
| 6 sleutels                                   | 5 sleutels (-10 sec.)       |
| 1140 munten                                  | 770 munten                  |

#### Stand
| Poule A | Poule A             | Poule A     |
| #       | Team                | Winstpunten |
| ------- | ------------------- | ----------- |
| 1.      | Team GTST           | 2           |
| 2.      | Team Musical        | 1           |
| 3.      | Team Wie is de Mol? | 0           |

| Poule B | Poule B      | Poule B     |
| #       | Team         | Winstpunten |
| ------- | ------------ | ----------- |
| 1.      | Team Film    | 2           |
| 2.      | Team Rappers | 1           |
| 3.      | Team Mode    | 0           |

### Halve finale
| Aflevering 7 Halve Finale 1                  | Aflevering 7 Halve Finale 1 |
| -------------------------------------------- | --------------------------- |
| 17 oktober 2011 694.000 kijkers (madl 10,3%) |                             |
| Team GTST                                    | Team Rappers                |
| Ferry Doedens                                | Darryl                      |
| Mark van Eeuwen                              | Kleine Viezerik             |
| Ruud Feltkamp                                | Lange Frans (-50 strafm.)   |
| Ferri Somogyi                                | Negativ                     |
| Finalespel                                   |                             |
| 6 sleutels                                   | 6 sleutels                  |
| 1370 munten                                  | 1040 munten                 |

| Aflevering 8 Halve Finale 2                 | Aflevering 8 Halve Finale 2 |
| ------------------------------------------- | --------------------------- |
| 24 oktober 2011 666.000 kijkers (madl 9,7%) |                             |
| Team Film                                   | Team Musical                |
| Hugo Metsers jr.                            | Tommie Christiaan           |
| Tim Oliehoek                                | Brigitte Heitzer            |
| Chris Tates                                 | Ron Link                    |
| Jack Wouterse                               | Kim-Lian van der Meij       |
| Finalespel                                  |                             |
| 3 sleutels (-30 sec.)                       | 4 sleutels (-20 sec.)       |
| 940 munten                                  | 1140 munten                 |

### Finale
| Aflevering 9 Bronzen Finale (3e en 4e plaats) | Aflevering 9 Bronzen Finale (3e en 4e plaats) |
| --------------------------------------------- | --------------------------------------------- |
| 31 oktober 2011 683.000 kijkers (madl 9,1 %)  |                                               |
| Team Film                                     | Team Rappers                                  |
| Hugo Metsers jr.                              | Darryl                                        |
| Tim Oliehoek                                  | Kleine Viezerik (-50 strafm.)                 |
| Chris Tates                                   | Lange Frans                                   |
| Jack Wouterse                                 | Negativ                                       |
| Finalespel                                    |                                               |
| 5 sleutels (-10 sec.)                         | 2 sleutels (-40 sec. *)                       |
| 1420 munten                                   | 890 munten                                    |

| Aflevering 10 Finale                        | Aflevering 10 Finale      |
| ------------------------------------------- | ------------------------- |
| 7 november 2011 716.000 kijkers (madl 9,6%) |                           |
| Team GTST                                   | Team Musical              |
| Ferry Doedens                               | Tommie Christiaan         |
| Mark van Eeuwen                             | Brigitte Heitzer          |
| Ruud Feltkamp                               | Ron Link (-50 strafm.)    |
| Ferri Somogyi                               | Kim-Lian van der Meij     |
| Finalespel                                  |                           |
| 4 sleutels (-20 sec.)                       | 7 sleutels (+ 100 munten) |
| 1480 munten                                 | 1400 munten               |

### Podiumplaatsen
| Podiumplaatsen | Podiumplaatsen | Podiumplaatsen |
| #              | Team           |                |
| -------------- | -------------- | -------------- |
| 1. (Goud)      | Team GTST      |                |
| 2. (Zilver)    | Team Musical   |                |
| 3. (Brons)     | Team Film      |                |

(Gegevens bijgewerkt tot en met 31 oktober 2011, munttotalen na verrekening bonus- of strafmunten)
* = De rappers hoefden eigenlijk maar 10 seconden te wachten in plaats van 30, de reden is volledig onbekend, maar het is waarschijnlijk dat dit komt doordat dit de "troostfinale" was.
Er kunnen wat voor-/nadelen zijn voor een team in het finalespel, er zijn er 3, hieronder staat wat er kan gebeuren.
(Er zijn zes sleutels nodig om de tijgerkooi in te kunnen)
Een of twee sleutels meer dan zes is per sleutel 100 extra munten voor het team na het finalespel. (Een team kan nooit meer dan acht sleutels hebben)

Hierboven wordt dit aangegeven met (+100 of +200 munten)
Een of meer sleutels minder dan zes is per sleutel die het team tekort heeft, moeten ze 10 seconden wachten voordat ze de tijgerkooi in mogen.
Als beide teams minder dan zes sleutels hebben dan wordt gekeken naar het team meer sleutels heeft en daarop wordt dan de tijd bepaald.
De standaard tijd is twee minuten. In aflevering 8 was dit het geval en werd het een minuut en 40 seconden omdat een team vier sleutels had,
het andere team had er drie dus moesten zij 10 seconden wachten. In aflevering 5 hadden beide teams twee sleutels te weinig dus mochten ze op hetzelfde moment naar binnen maar hadden ze 1 minuut en 40 seconden in plaats van 2 minuten.

(Hierboven wordt aangegeven met (-10, -20, -30, -40, -50 of -60 sec.)
Opdracht mislukt en dan opgesloten zitten = Monsieur La Boule (de dikke man in het blauwe T-shirt die het spel start en de beul is van Fort Boyard) moet de speler bevrijden (eventueel neemt hij ook de sleutel in beslag als de speler hem heeft, maar niet op tijd uit de cel is gekomen) en vraagt daarvoor 50 munten, dit is verplicht om te doen, dus bij de finale worden per keer dat dit is gebeurd 50 munten afgetrokken van het totaal.

Hierboven wordt dit aangegeven met (-50 strafm.) bij de kandidaat die opgesloten was.